# Cal Tarsó
Cal Tarsó, o Cal Net, és una masia del municipi de Dosrius (Maresme) inclosa en l'Inventari del Patrimoni Arquitectònic Català.

## Descripció
Masia senzilla i humil, de petites dimensions, amb planta baixa i un pis. Les vessants de la teulada dibuixen un frontó a la façana principal (del grup II). Es conserva un portal rodó d'onze dovelles (amb uns esglaons), quatre finestres amb llinda recta (les dos del primer pis amb ampit i petits motius gòtics esculpits), i els clàssics carreus de granit als angles. A l'interior del primer pis, els marcs de les portes són de pedra. A la planta baixa hi ha un forat, de pedra, en forma de bol i amb una repisa que el volta. Aquest era el lloc on antigament es conservaven els aliments, a una temperatura baixa i constant. També s'ha trobat soterrada una gran pedra quadrada on hi ha esculpit, en una de les cares, un recipient en forma de pica. Es tracta d'una de les peces d'una premsa per a la fabricació d'oli.

## Història
La masia, al costat de l'església parroquial de Dosrius, va pertànyer, fins a 1980, als marquesos de Castelldosrius, motiu pel qual també és coneguda com el Marquesat. La primera referència documentada sobre la masia és de l'any 1853, en uns plànols cadastrals que es troben a l'Arxiu Històric Municipal de Dosrius, on hi és dibuixada. També apareix en una pintura feta cap al 1875, propietat de la família Fàbregas Rigola. En la Geografia General de Catalunya, editada per Casa Editorial Alberto Martín a Barcelona cap al 1916, Cels Gomis, autor del text referent al municipi de Dosrius, aportà una fotografia on es veu l'església parroquial de Dosrius i al seu costat la masia de can Net, amb la teulada derruïda. En una fotografia reproduïda en el llibre Una ullada al passat, de principis del segle xx, la masia ja hi apareix restaurada.